# Автошлях М 24
Автошля́х М 24 — автомобільний шлях міжнародного значення на території України. Проходить територією Закарпатської області через Велику Добронь — Мукачево — Берегове — Лужанку. Загальна довжина — 62,3 км.

## Маршрут
Автошлях проходить через такі населені пункти:
| Автошлях М 24            |                           |
| Закарпатська область     |                           |
| Ужгородський район       |                           |
| Велика Добронь           | М25                       |
| Мукачівський район       |                           |
| Чомонин                  |                           |
| Страбичово               |                           |
| Великі Лучки             |                           |
| Ключарки                 |                           |
| Мукачево                 | E50E58E81E471М06Н08Т 0726 |
| Павшино                  |                           |
| Нижній Коропець          |                           |
| Берегівський район       |                           |
| Гать                     | Т 0729                    |
| Яноші                    | Т 0715Т 0707              |
| Берегове                 | М23Т 0717                 |
| Астей                    |                           |
| Лужанка (пункт контролю) |                           |